# ケトレン・ヴィエラ
ケトレン・ヴィエラ（Ketlen Vieira、1991年8月26日 - ）は、ブラジルの女性総合格闘家。アマゾナス州マナウス出身。ノヴァウニオン所属。ブラジリアン柔術黒帯。柔道黒帯。UFC世界女子バンタム級ランキング3位。ケトレン・ヴィエイラとも表記される。

## 来歴
12歳の時からブラジリアン柔術を始め、その後柔道を習い始めた。
2014年、23歳でプロデビューし、Mr. CageとBig Way Fightの女子バンタム級王座を獲得した。

### UFC
2016年10月1日、UFC初参戦となったUFC Fight Night: Lineker vs. Dodsonでケリー・ファッツホルズと対戦し、2-1の判定勝ち。
2017年4月15日、UFC on FOX 24でバンタム級ランキング13位のアシュリー・エヴァンス＝スミスと対戦し、3-0の判定勝ち。
2017年9月9日、UFC 215でバンタム級ランキング6位のサラ・マクマンと対戦し、肩固めで2R一本勝ち。
2018年3月3日、UFC 222でバンタム級ランキング6位のキャット・ジンガノと対戦し、2-1の判定勝ち。
2019年12月14日、UFC 245で女子バンタム級ランキング10位のアイリーン・アルダナと対戦し、左フックでダウンを奪われパウンドで1RKO負け。キャリア初黒星を喫した。
2020年9月27日、UFC 253で女子バンタム級ランキング13位のシジャラ・ユーバンクスと対戦し、3-0の判定勝ち。
2021年2月20日、UFC Fight Night: Blaydes vs. Lewisで女子バンタム級ランキング7位のヤナ・クニツカヤと対戦し、0-3判定負け。
2021年11月20日、UFC Fight Night: Vieira vs. Tateで女子バンタム級ランキング8位の元UFC世界女子バンタム級王者ミーシャ・テイトと対戦し、3-0の5R判定勝ち。
2022年5月21日、UFC Fight Night: Holm vs. Vieiraで女子バンタム級ランキング2位の元UFC世界女子バンタム級王者ホリー・ホルムと対戦し、2-1の5R判定勝ちを収めたが、海外のMMAメディアサイトの採点では20人中18人の記者がホルムの勝利を支持するなど物議を醸す判定となった。
2023年1月14日、UFC Fight Night: Strickland vs. Imavovで女子バンタム級ランキング5位のラケル・ペニントンと対戦し、1-2の判定負け。
2023年7月22日、UFC Fight Night: Aspinall vs. Tyburaで女子バンタム級ランキング7位のパニー・キアンザドと対戦し、判定勝ち。
2024年10月5日、UFC 307で女子バンタム級ランキング3位のケイラ・ハリソンと対戦し、0-3の判定負け。

## 戦績
| 総合格闘技 戦績 | 総合格闘技 戦績 | 総合格闘技 戦績 | 総合格闘技 戦績 | 総合格闘技 戦績 | 総合格闘技 戦績 | 総合格闘技 戦績 |
| --------------- | --------------- | --------------- | --------------- | --------------- | --------------- | --------------- |
| 19 試合         | (T)KO           | 一本            | 判定            | その他          | 引き分け        | 無効試合        |
| 15 勝           | 2               | 4               | 9               | 0               | 0               | 0               |
| 4 敗            | 1               | 0               | 3               | 0               | 0               | 0               |

| 勝敗 | 対戦相手                       | 試合結果                        | 大会名                                                   | 開催年月日     |
| ○    | メイシー・チアソン             | 5分3R終了 判定3-0               | UFC Fight Night: Blanchfield vs. Barber                  | 2025年5月31日  |
| ×    | ケイラ・ハリソン               | 5分3R終了 判定0-3               | UFC 307: Pereira vs. Rountree                            | 2024年10月5日  |
| ○    | パニー・キアンザド             | 5分5R終了 判定3-0               | UFC Fight Night: Aspinall vs. Tybura                     | 2023年7月22日  |
| ×    | ラケル・ペニントン             | 5分5R終了 判定1-2               | UFC Fight Night: Strickland vs. Imavov                   | 2022年1月14日  |
| ○    | ホリー・ホルム                 | 5分5R終了 判定2-1               | UFC Fight Night: Holm vs. Vieira                         | 2022年5月21日  |
| ○    | ミーシャ・テイト               | 5分5R終了 判定3-0               | UFC Fight Night: Vieira vs. Tate                         | 2021年11月20日 |
| ×    | ヤナ・クニツカヤ               | 5分3R終了 判定0-3               | UFC Fight Night: Blaydes vs. Lewis                       | 2021年2月20日  |
| ○    | シジャラ・ユーバンクス         | 5分3R終了 判定3-0               | UFC 253: Adesanya vs. Costa                              | 2020年9月27日  |
| ×    | アイリーン・アルダナ           | 1R 4:51 KO（左フック→パウンド） | UFC 245: Usman vs. Covington                             | 2019年12月14日 |
| ○    | キャット・ジンガノ             | 5分3R終了 判定2-1               | UFC 222: Cyborg vs. Kunitskaya                           | 2018年3月3日   |
| ○    | サラ・マクマン                 | 2R 4:16 肩固め                  | UFC 215: Nunes vs. Shevchenko 2                          | 2017年9月9日   |
| ○    | アシュリー・エヴァンス＝スミス | 5分3R終了 判定3-0               | UFC on FOX 24: Johnson vs. Reis                          | 2017年4月15日  |
| ○    | ケリー・ファッツホルズ         | 5分3R終了 判定2-1               | UFC Fight Night: Lineker vs. Dodson                      | 2016年10月1日  |
| ○    | エステファニ・アルメイダ       | 5分3R終了 判定3-0               | Big Way Fight 9 【BWF女子バンタム級チャンピオンシップ】  | 2016年2月20日  |
| ○    | ジェシカ・マシエル             | 1R 3:20 TKO（パンチ連打）       | Mr. Cage 20 【Mr. Cage女子バンタム級チャンピオンシップ】 | 2015年12月17日 |
| ○    | ラエト・フェレイラ             | 1R 2:22 リアネイキドチョーク    | Big Way Fight Night 1                                    | 2015年9月12日  |
| ○    | モニケ・バストス               | 1R 4:07 リアネイキドチョーク    | Mr. Cage 16 【Mr. Cage女子バンタム級チャンピオンシップ】 | 2015年3月12日  |
| ○    | ケニア・ミランダ・ダ・シウバ   | 2R キムラロック                 | Mr. Cage 14 【Mr. Cage女子バンタム級王座決定戦】         | 2014年11月13日 |
| ○    | ジュリアナ・レイチ             | 2R 1:36 TKO（パンチ連打）       | Circuito de Lutas: Fight Night 4                         | 2014年10月2日  |

## 獲得タイトル
- Mr. Cage女子バンタム級王座（2014年）
- Big Way Fight女子バンタム級王座（2016年）